# 700 (število)
700 (sédem stó) je naravno število, za katero velja 700 = 699 + 1 = 701 - 1.
Sestavljeno število
700 je vsota štirih zaporednih praštevil: 700 = 167 + 173 + 179 + 181
Harshadovo število